# Thành phố cấp địa khu
Thành phố cấp địa khu, tức địa cấp thị (地级市; bính âm: dìjí shì), là một đơn vị hành chính cấp địa khu (地区级, địa khu cấp hay 地级, địa cấp) tại Cộng hòa Nhân dân Trung Hoa. Đây là cấp hành chính thứ hai trong thứ bậc các cấp hành chính, dưới cấp tỉnh nhưng trên cấp huyện. Ở Việt Nam không có cấp tương đương với cấp địa khu. Địa cấp thị nghĩa là thành phố cấp địa khu, cũng có khi được gọi là thành phố trực thuộc tỉnh (省辖市, tỉnh hạt thị, tiếng Anh: provincial city) nhưng không phải là khu vực thành thị theo nghĩa hẹp của từ này. Địa cấp thị thường là một khu vực hành chính có một hoặc một số quận trung tâm/vùng ven/ngoại ô làm nòng cốt, xung quanh là các đơn vị cấp huyện nông thôn có thể có diện tích và dân số lớn hơn rất nhiều so với thành phố trung tâm đó. Lý do là trước đây, địa khu bao gồm các thành phố cấp huyện (Huyện cấp thị) và các huyện (kể cả huyện tự trị), nay được thay thế gần hết bằng địa cấp thị. Muốn nói đến khu vực thành thị thực sự, người ta dùng chữ thị khu/quận (市区, shìqū), để phân biệt với khu vực nông thôn. Mỗi địa cấp thị có thể bao gồm các quận nội thành, huyện và thành phố cấp huyện (Huyện cấp thị).
Các địa cấp thị đầu tiên được lập ra từ ngày 5 tháng 11 năm 1983. Tính đến tháng 10 năm 2017, cả nước Trung Quốc có 294 địa cấp thị. Các địa cấp thị lớn nhất như Bảo Định (tỉnh Hà Bắc), Chu Khẩu và Nam Dương (tỉnh Hà Nam), Lâm Nghi (tỉnh Sơn Đông) có số dân (tính trong địa giới hành chính) vượt cả thành phố trực thuộc trung ương (trực hạt thị) Thiên Tân.
Hiện nay đã có 15 địa cấp thị lớn của Trung Quốc đã được nâng cấp thành thành phố cấp phó tỉnh (副省级城市, phó tỉnh cấp thành thị; tiếng Anh: sub-provincial city), nghĩa là được nhiều quyền hạn tự quản hơn. Như vậy thành phố cấp phó tỉnh là những trường hợp đặc biệt của địa cấp thị.
Cấp địa khu này, ngoài địa cấp thị, còn bao gồm:
- Địa khu (地区; tiếng Anh: prefecture). Hiện nay các địa khu đã được thay thế gần hết bằng thành phố trực thuộc tỉnh. Cả nước chỉ còn 7 địa khu, chỉ tồn tại ở 3 tỉnh và khu tự trị là: Khu tự trị Tây Tạng (1 địa khu), Khu tự trị Tân Cương (5 địa khu) và Hắc Long Giang (1 địa khu).
- Châu tự trị (自治州, tự trị châu; tiếng Anh: autonomous prefecture). Hiện có 30 châu tự trị thuộc 9 tỉnh và khu tự trị là: Cam Túc (2 châu tự trị), Quý Châu (3 châu tự trị), Hồ Bắc (1 châu tự trị), Hồ Nam (1 châu tự trị), Cát Lâm (1 châu tự trị), Thanh Hải (6 châu tự trị), Tứ Xuyên (3 châu tự trị), Tân Cương (5 châu tự trị) và Vân Nam (8 châu tự trị).
- Minh (盟; tiếng Anh: league). Đơn vị hành chính này chỉ tồn tại ở Nội Mông Cổ: hiện chỉ có 3 minh, còn lại là địa cấp thị.